# Национален институт по статистика (Нигер)
Вижте пояснителната страница за други значения на Национален статистически институт.
Националният институт по статистика (на френски: Institut national de la statistique) е държавна статистическа организация, подчинена на правителството в Нигер.
Институтът е образуван на 30 март 2004 година. През 2012 година ръководител на института става Идриса Аличина Коургуени.